# Zanthoxylum heterophyllum
Zanthoxylum heterophyllum é uma espécie de planta da família Rutaceae.
Pode ser encontrada nos seguintes países: Mauritânia e Reunião.
Está ameaçada por perda de habitat.